# Zhang Shuai (Fußballspieler)
Zhang Shuai (chinesisch 张帥 / 张帅, Pinyin Zhāng Shuài; * 20. Juli 1981 in Qingdao) ist ein ehemaliger chinesischer Fußballspieler. Der Abwehrspieler war chinesischer Nationalspieler.
Er spielte seine gesamte Karriere bei Beijing Guoan. Beijing gewann 2003 den chinesischen Pokal und 2004 den Supercup. Allerdings wurde er im Dezember 2003 positiv auf Ephedrin getestet und für sechs Monate gesperrt, womit er der erste offizielle Dopingfall in Chinas Fußball war. 2007 wurde er mit Beijing chinesischer Vize-Meister und erreichte die AFC Champions League 2008, wo man in der Gruppenphase auf den zweiten Platz kam. Im November 2008 beendete er seine Laufbahn.
Zhang Shuai wurde 2007/08 insgesamt 13-mal in die chinesische Nationalmannschaft berufen. Mit China nahm er an der Asienmeisterschaft 2007 teil.